# Ficus anastomosans
Ficus anastomosans là một loài thực vật có hoa trong họ Moraceae. Loài này được Wall. ex Kurz mô tả khoa học đầu tiên năm 1877.